# Спинострофей
Спинострофей (лат. Spinostropheus) — род некрупных плотоядных тероподных динозавров, обитавших в раннемеловую эпоху на территории современного Нигера. Включает единственный типовой вид — Spinostropheus gautieri.

## История открытия
В 1959 году Альберт-Феликс де Лаппарент извлёк из земли в районе Oued Timmersöi (к запалу от Ин Тедрефта (In Tedreft), пустыня Агадес) окаменелости, включавшие в себя остатки теропод. В 1960 году Лаппарент описал на их основании новый вид рода элафрозавров — Elaphrosaurus gautieri. Видовое название дано в честь писателя и журналиста Франсуа Готье, открывшего местность в которой были обнаружены окаменелости.
В 2004 году Пол Серено, Джон Уилсон и Джон Конрад выделили отдельный род Spinostropheus. Название происходит от латинских слов spina, что означает «шип» и stropheus, что означает «позвонок» и отсылает к эпифизарным отросткам шейных позвонков, имеющих выпуклую и дорсально-вентрально сплюснутую форму.
Голотип был обнаружен в формации Tiourarén. Лаппарент предполагает, что отложения имеют нижнемеловой возраст, другие учёные — что отложения датируются батским-оксфордским ярусами юры.

## Описание
Голотип MNHN 1961-28 состоит из одного шейного, семи спинных и пяти хвостовых позвонков, трёх частей крестца, плечевой кости, нижнего конца лобковой кости, нижнего конца бедренной кости, фрагментов большой берцовой кости, малой берцовой кости, четырёх частей плюсневых костей и фаланги пальца ноги. В качестве паратипа были назначены локтевая и плюсневая кости, а также второй частичный скелет, состоящий из элементов позвоночника и конечностей. В 2004 году Серено описал третий частичный скелет (MNN TIG6), состоящий из частей шейного и спинного отделов позвоночника вместе с несколькими рёбрами.
Спинострофей был относительно небольшим динозавром. Грегори Скотт Пол оценил его длину в четыре метра, а массу — в 200 кг.

## Филогения
В 2002 году Серено и др. провели кладистический анализ, по итогам которого спинострофей был классифицирован как сестринский таксон по отношению к Abelisauroidea. В исследовании был рассмотрен только образец MNN TIG6. Последующие исследования подтвердили первоначальные выводы, размещая род за пределами клады Neoceratosauria, ближе к элафрозавру.